# Le Puy-Notre-Dame
Le Puy-Notre-Dame és un municipi francès situat al departament de Maine i Loira i a la regió de País del Loira. L'any 2007 tenia 1.310 habitants.

## Demografia

### Població
El 2007 la població de fet de Le Puy-Notre-Dame era de 1.310 persones. Hi havia 543 famílies de les quals 149 eren unipersonals (73 homes vivint sols i 76 dones vivint soles), 197 parelles sense fills, 141 parelles amb fills i 56 famílies monoparentals amb fills.
La població ha evolucionat segons el següent gràfic:
Habitants censats

### Habitatges
El 2007 hi havia 661 habitatges, 554 eren l'habitatge principal de la família, 58 eren segones residències i 48 estaven desocupats. 617 eren cases i 43 eren apartaments. Dels 554 habitatges principals, 392 estaven ocupats pels seus propietaris, 155 estaven llogats i ocupats pels llogaters i 7 estaven cedits a títol gratuït; 23 tenien dues cambres, 87 en tenien tres, 146 en tenien quatre i 299 en tenien cinc o més. 385 habitatges disposaven pel capbaix d'una plaça de pàrquing. A 256 habitatges hi havia un automòbil i a 224 n'hi havia dos o més.

### Piràmide de població
La piràmide de població per edats i sexe el 2009 era:
| Homes | Edats   | Dones |
| ----- | ------- | ----- |
| 0     | 95 o +  | 0     |
| 4     | 90 a 94 | 8     |
| 0     | 85 a 89 | 28    |
| 12    | 80 a 84 | 16    |
| 32    | 75 a 79 | 36    |
| 48    | 70 a 74 | 28    |
| 44    | 65 a 69 | 48    |
| 36    | 60 a 64 | 44    |
| 20    | 55 a 59 | 12    |
| 44    | 50 a 54 | 36    |
| 28    | 45 a 49 | 64    |
| 48    | 40 a 44 | 48    |
| 36    | 35 a 39 | 32    |
| 36    | 30 a 34 | 36    |
| 40    | 25 a 29 | 36    |
| 36    | 20 a 24 | 20    |
| 56    | 15 a 19 | 28    |
| 36    | 10 a 14 | 40    |
| 40    | 5 a 9   | 32    |
| 16    | 0 a 4   | 24    |

## Economia
El 2007 la població en edat de treballar era de 770 persones, 576 eren actives i 194 eren inactives. De les 576 persones actives 489 estaven ocupades (282 homes i 207 dones) i 86 estaven aturades (31 homes i 55 dones). De les 194 persones inactives 75 estaven jubilades, 52 estaven estudiant i 67 estaven classificades com a «altres inactius».

### Ingressos
El 2009 a Le Puy-Notre-Dame hi havia 539 unitats fiscals que integraven 1.287,5 persones, la mediana anual d'ingressos fiscals per persona era de 14.979 €.

### Activitats econòmiques
Dels 55 establiments que hi havia el 2007, 2 eren d'empreses alimentàries, 7 d'empreses de fabricació d'altres productes industrials, 7 d'empreses de construcció, 13 d'empreses de comerç i reparació d'automòbils, 3 d'empreses de transport, 5 d'empreses d'hostatgeria i restauració, 2 d'empreses financeres, 2 d'empreses immobiliàries, 8 d'empreses de serveis, 4 d'entitats de l'administració pública i 2 d'empreses classificades com a «altres activitats de serveis».
Dels 16 establiments de servei als particulars que hi havia el 2009, 1 era una oficina de correu, 2 oficines bancàries, 1 taller de reparació d'automòbils i de material agrícola, 2 paletes, 2 guixaires pintors, 3 lampisteries, 1 perruqueria i 4 restaurants.
Dels 4 establiments comercials que hi havia el 2009, 1 era una botiga de menys de 120 m², 1 una fleca, 1 una carnisseria i 1 una botiga d'electrodomèstics.
L'any 2000 a Le Puy-Notre-Dame hi havia 45 explotacions agrícoles que ocupaven un total de 1.656 hectàrees.

## Equipaments sanitaris i escolars
L'únic equipament sanitari que hi havia el 2009 era una farmàcia.
El 2009 hi havia 2 escoles elementals.

## Poblacions més properes
El següent diagrama mostra les poblacions més properes.